# Dominik Dobiš
Dominik Dobiš (* 20. Jänner 2009) ist ein österreichisch-slowakischer Fußballspieler.

## Karriere

### Verein
Dobiš begann seine Karriere beim SV Hirschstetten. Im März 2016 wechselte er zum SK Rapid Wien. Im Februar 2022 wechselte er in die Jugend des FC Red Bull Salzburg. Bei Red Bull rückte er zur Saison bereits als 13-Jähriger in die Akademie, in der er fortan sämtliche Altersstufen durchlief.
Im April 2025 debütierte er für das Salzburger Farmteam FC Liefering in der 2. Liga, als er am 25. Spieltag der Saison 2024/25 gegen den SKN St. Pölten in der 62. Minute für Jakob Zangerl eingewechselt wurde.

### Nationalmannschaft
Dobiš spielte im November 2022 erstmals für eine österreichische Jugendnationalauswahl. Im September 2024 debütierte er gegen Finnland als 15-Jähriger für die U-17-Mannschaft.